# Dulce desafío
Dulce desafío, est une telenovela juvénile mexicaine diffusée en 1988 par Televisa.

## Distribution
- Adela Noriega : Lucero Sandoval
- Eduardo Yáñez : Enrique Toledo
- Enrique Lizalde : Santiago Sandoval
- Olivia Collins : Rosario Quintana
- Beatriz Aguirre : Doña Esther Sandoval
- Sergio Klainer : Luis Mancera
- Mercedes Olea : Malena Tanus
- Chantal Andere : Rebeca Zenteno
- Ana Patricia Rojo : Mirta Miranda
- Alberto Estrella : Ernesto Quiroz
- Juan Carlos Serrán : Federico Higuera
- Ginny Hoffman : Marcela Zedena
- Rosa Furman : Doña Rosa
- Fefi Mauri : Toña
- Armando Araiza : Francisco "Paco" Fernández
- Amairani : Rocío
- Angélica Rivera : María Inés
- Juan Carlos Bonet : Botho Arguedas

## Autres versions
- Locura de amor (2000), dirigée par Alejandro Gamboa y Adriana Barraza, et produit par Roberto Gómez Fernández pour Televisa; avec Juan Soler et Adriana Nieto.

### Sources
- (es) Cet article est partiellement ou en totalité issu de l’article de Wikipédia en espagnol intitulé « Dulce desafío » (voir la liste des auteurs).